# أنيت كون
أنيت كون (بالإنجليزية: Annette Kuhn)‏ هي أستاذة جامعية بريطانية، ولدت عام 1945.